# Погребальный инвентарь

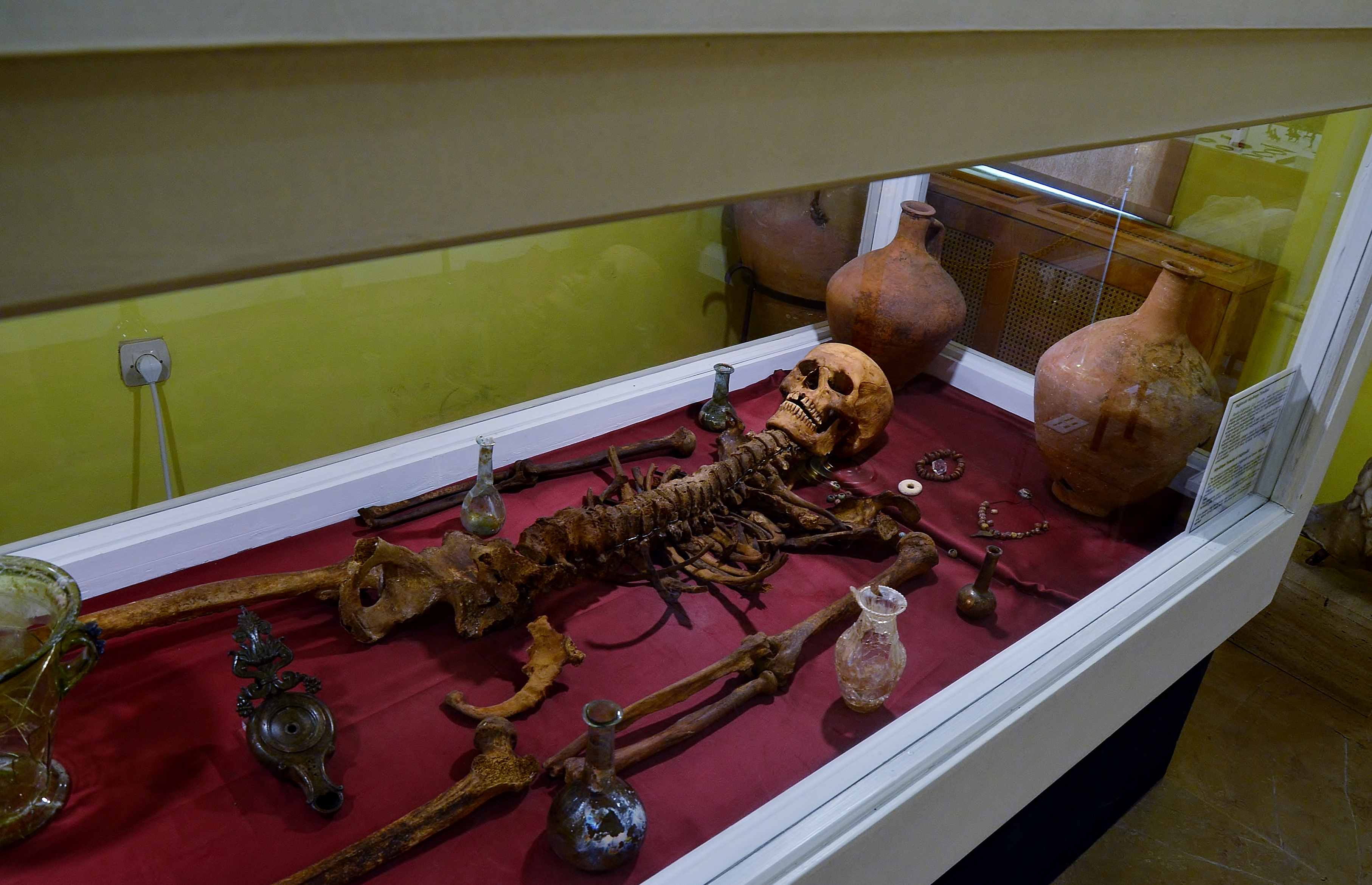
Останки с погребальным инвентарём в археологическом отделе Кыркларели-музей, Турция

Погребальный инвентарь — археологический термин, означающий совокупность предметов, сопровождающих захоронение. Возникновение погребального инвентаря относится, самое позднее, к эпохе верхнего палеолита. В том или ином виде погребальный инвентарь встречается в большинстве человеческих культур на протяжении всей истории вплоть до современности. В археологическим плане погребальный инвентарь, как и все прочие аспекты погребального обряда, служит важным критерием принадлежности к той или иной культуре.
Погребальный инвентарь связан с верой в загробный мир и, как правило, представлен предметами, которые могут понадобиться человеку в посмертной жизни: личные вещи, украшения, статусные предметы, орудия труда, оружие, амулеты, пища и т.д. Погребальный инвентарь разнится в зависимости от статуса, пола и возраста покойного. Погребальный инвентарь правителей, жрецов и вельмож развитых культур древности может содержать огромное количество предметов роскоши и произведений искусства.